# Чагин, Владимир Геннадьевич
Влади́мир Генна́дьевич Ча́гин (род. 5 января 1970, Нытва, Пермская область) — российский автогонщик, семикратный победитель «Ралли Дакар» в классе грузовиков. С июля 2012 года по 30 ноября 2023 года — руководитель гоночной команды «КАМАЗ-мастер», с 1 декабря 2023 года  — Председатель Правления НП «КАМАЗ-Автоспорт». С 2015 г. — Руководитель Проекта Международное ралли «Шелковый путь».  В ралли-рейдовых кругах получил прозвище «Царь Дакара» (иногда просто «Царь»).

## Биография

### Карьера
В 2011 году Чагин стал семикратным победителем ралли-марафона «Дакар». Из них 5 раз Чагин поднимался на высшую ступеньку пьедестала в составе «золотой тройки» команды «КАМАЗ-мастер», вместе с руководителем команды, штурманом Семеном Якубовым и механиком Сергеем Савостиным.
В 1996 году, впервые сев за руль гоночного автомобиля, выиграл сверхпротяжённый супермарафон «Париж — Ульяновск — Улан-Батор». В этом году команда «КАМАЗ-мастер» впервые в истории также стала чемпионом мира в этом виде спортивных состязаний. Чагин стал самым молодым за всю историю международных супермарафонов пилотом спортивного грузовика.
Выигрывал трансконтинентальный супермарафон «Париж — Дакар», «Дезерт Челлендж 1999», «Париж-Дакар-Каир 2000», «Баха Италия 2000», «Оптик 2000 Тунис 2000 и 2001», «Дезерт Челлендж 2001», «Аррас-Мадрид-Дакар 2002».
15 февраля 2011 Чагин объявил, что покидает большой спорт.
С июля 2012 года по 30 ноября 2023 года — руководитель гоночной команды «КАМАЗ-мастер», с 1 декабря 2023 года  — Председатель Правления НП «КАМАЗ-Автоспорт». С 2015 — Руководитель Проекта Международное ралли «Шелковый путь».

### Общественная деятельность
7 июля 2017 года Владимир Чагин стал Послом чемпионата мира по профессиональному мастерству WorldSkills Kazan 2019.

### Семья
Супруга Елена (с 1988 года). Двое сыновей. Сын Игорь — двукратный победитель Кубка России по ралли-рейдам в классе багги (в составе команды Gepard Racing в 2018 и 2021 годах), в 2022 году — механик в команде «КАМАЗ-мастер».

## Спортивные достижения
Победы и призовые места в ралли-рейдах, в грузовом зачёте.

### Победитель
- Ралли Дакар 2000, 2002, 2003, 2004, 2006, 2010, 2011.
- «Дезерт Челендж 1999, 2001, 2002, 2003, 2004, 2005, 2006, 2008».
- «Баха Италия 2000».
- «Оптик 2000 Тунис 2000, 2001».
- «Мастер-Ралли-1995, 1996, 2000, 2002».
- «Ралли Востока — Каппадокия 2003, 2004».
- «Баха Жемчужина 2000», «Калмыкия 2000».
- «Тихий Дон 2008».
- «Хазарские степи 2004, 2006».
- «Маршрут 1000».
- «Великая степь 2005».
- «Калмыкия 2000».

Победитель Кубка мира по ралли-марафонам 1996 и 2000 гг. Двукратный чемпион России, обладатель Кубка России.

### Призёр
- Париж-Дакар 1999, 2009.
- «Дезерт Челендж 2000».
- «Байконур-Москва 1997».

### Рекорды
Владимир Чагин стал первым, кто в гонках Париж-Дакар смог победить семь раз в одной категории, в классе грузовиков (Trucks). Только в 2017 году это достижение смог повторить Стефан Петерансель, одержавший также седьмую победу в одном классе, в более престижном зачёте «Автомобили» (Cars). И только у легендарного французского гонщика больше общее число побед, в целом Петерансель выиграл четырнадцать раз (шесть — в классе мотоциклов и восемь — в классе автомобилей).
На счету Чагина 63 победы на этапах «Дакара» в одном зачёте (в классе грузовиков, Trucks) — абсолютный рекорд в истории Ралли Дакар.

## Награды

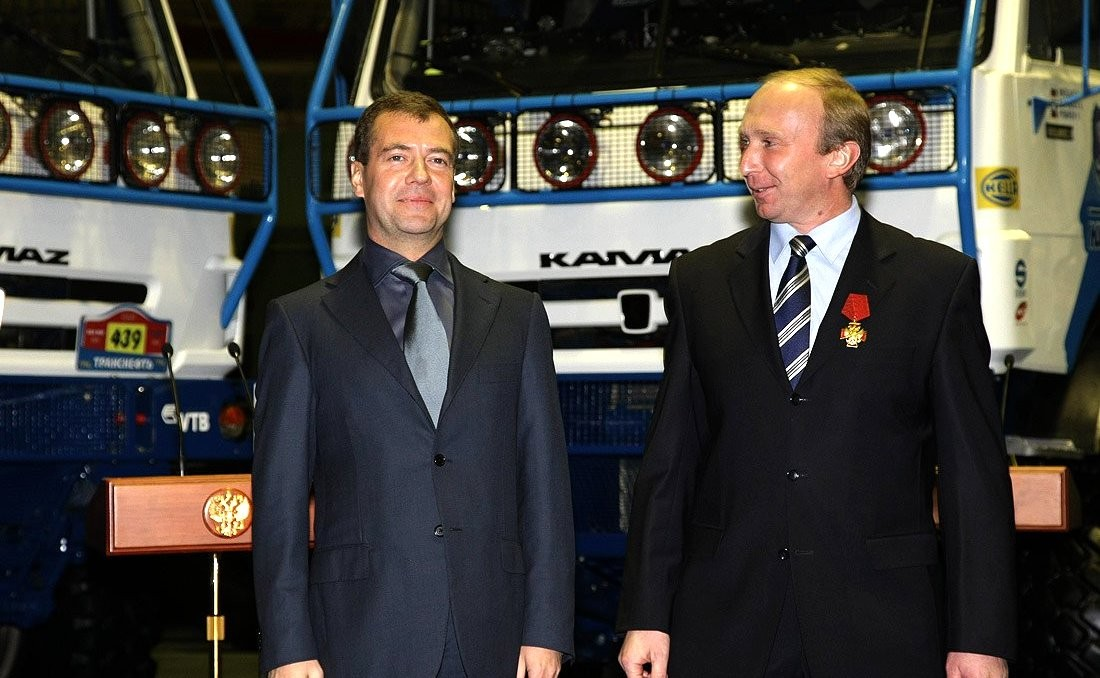
Владимир Чагин на встрече с Дмитрием Медведевым 26 октября 2010

- Орден «За заслуги перед Отечеством» III степени (2 марта 2018) — за большой вклад в победу команды «КАМАЗ-Мастер» в международных ралли-марафонах «Дакар-2017» и «Африка Эко Рейс-2017»[8]
- Орден «За заслуги перед Отечеством» IV степени (7 июня 2010) — за высокие спортивные достижения в соревновании по ралли-рейдам «Дакар Аргентина — Чили»[9]
- Орден Мужества (15 марта 2005) — за мужество и высокий профессионализм, проявленные в экстремальных условиях при участии в международных соревнованиях[10]
- Орден Почёта (23 июля 2001) — за заслуги в развитии физической культуры и спорта, большой вклад в укрепление дружбы и сотрудничества между народами[11]
- Орден Дружбы (19 октября 1996) — за большой вклад в развитие автомобилестроения, укрепление дружбы и сотрудничества между народами и достижение высоких спортивных результатов в марафоне «Мастер-ралли 95» по маршруту Париж — Москва — Пекин[12]
- Орден «Знак Почёта» (1991 год)
- Обладатель звания «Лучший гонщик России 2003 года», по версии журнала За рулём[13]
- Медаль «В память 1000-летия Казани» (2005 год)
- Лауреат Государственной премии Российской Федерации (6 июня 2001) — за разработку и реализацию дизайн-системы «КАМАЗ-мастер»[14]
- Почётная грамота Президента Российской Федерации (25 сентября 2014) — за достигнутые трудовые успехи, многолетнюю добросовестную работу и активную общественную деятельность[15]
- Орден «За заслуги перед Республикой Татарстан» (2011 год)
- Медаль «За доблестный труд» (Татарстан) (2006 год)
- Благодарность Президента РТ (2013, 2015 гг)
- Медаль ордена «За заслуги перед Республикой Татарстан» (2017 год)
- Медаль «100 лет образования Татарской Автономной Советской Социалистической Республики» (2020 год)
- Почётный знак «За заслуги в развитии физической культуры и спорта» (2011 год)
- Почетный знак Республики Татарстан «За заслуги в развитии физической культуры и спорта» (2000 год)
- Заслуженный мастер спорта России
- Мастер спорта России международного класса
- Заслуженный тренер России (4 июля 2013 года)[16]
- Знак Министерства Обороны Российской Федерации «За образцовую эксплуатацию автомобильной техники»
- Заслуженный машиностроитель Республики Татарстан (2009 год)
- Заслуженный работник транспорта Республики Татарстан (2013 год)
- Заслуженный мастер спорта Республики Татарстан
- Знак «За заслуги в развитии физической культуры и спорта Республики Татарстан»
- Почётный гражданин города Набережные Челны (2001 год)
- Знак отличия «За заслуги перед городом Набережные Челны» (2010 год)
- Лауреат Национальной премии России «Серебряный лучник»
- Лауреат национальной общественной премии России «Золотая колесница»
- Звание Заслуженный камазовец (1997 год)

## Результаты выступлений вРалли «Дакар»

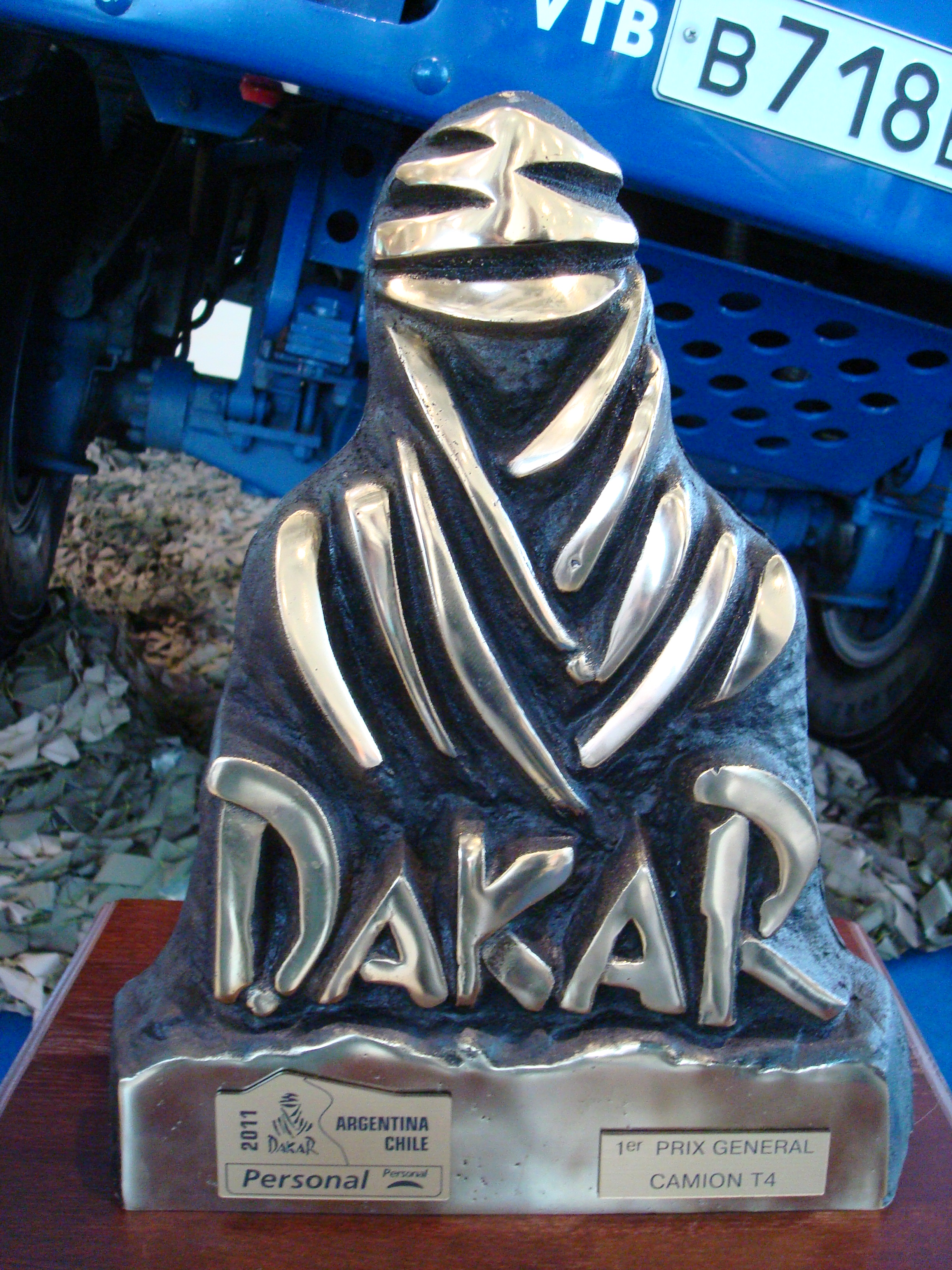
Приз за победу в Ралли Дакар 2011 года

| Год     | #   | Кат.      | Роль    | Экипаж                               | Команда           | Автомобиль | Финиш          | Время (отставание от победителя) |
| ------- | --- | --------- | ------- | ------------------------------------ | ----------------- | ---------- | -------------- | -------------------------------- |
| 1990 en | 506 | грузовики | механик | Владимир Марченков Александр Кузьмин | KAMAZ RALLY       | Kamaz      | Сход           | н/д                              |
| 1991 en | 512 | грузовики | механик | Евгений Доронин Владимир Белов       | KAMAZ RALLY       | Kamaz      | 67             | н/д                              |
| 1992 en | 508 | грузовики | механик | Евгений Доронин Игорь Амромин        | KAMAZ RALLY       | Kamaz      | н/д            | н/д                              |
| 1994 en | 406 | грузовики | механик | Виктор Московских Сергей Гиря        | Team KAMAZ Master | Kamaz      | Сход           | н/д                              |
| 1995 en | 408 | грузовики | механик | Виктор Московских Сергей Гиря        | Team KAMAZ Master | Kamaz      | н/д            | н/д                              |
| 1996 en | 420 | грузовики | пилот   | Семён Якубов Сергей Савостин         | Team KAMAZ Master | Kamaz      | 30             | н/д                              |
| 1998 en | 424 | грузовики | пилот   | Ильгизар Мардеев Сергей Савостин     | Team KAMAZ Master | Kamaz      | н/д            | н/д                              |
| 1999 en | 409 | грузовики | механик | Виктор Московских Семён Якубов       | Team KAMAZ Master | Kamaz      | 2              | н/д                              |
| 2000 en | 409 | грузовики | пилот   | Семён Якубов Сергей Савостин         | Team KAMAZ Master | Kamaz      | 1              | н/д                              |
| 2001 en | 424 | грузовики | пилот   | Ильгизар Мардеев Сергей Савостин     | Team KAMAZ Master | Kamaz      | Сход (13 этап) | н/д                              |
| 2002 en | 409 | грузовики | пилот   | Семён Якубов Сергей Савостин         | Team KAMAZ Master | Kamaz      | 1              | н/д                              |
| 2003 en | 407 | грузовики | пилот   | Семён Якубов Сергей Савостин         | Team KAMAZ Master | Kamaz      | 1              | н/д                              |
| 2004    | 414 | грузовики | пилот   | Семён Якубов Сергей Савостин         | Team KAMAZ Master | Kamaz      | 1              | н/д                              |
| 2005 en | 515 | грузовики | пилот   | Семён Якубов Сергей Савостин         | Team KAMAZ Master | Kamaz      | 18             | н/д                              |
| 2006    | 508 | грузовики | пилот   | Семён Якубов Сергей Савостин         | Team KAMAZ Master | Kamaz      | 1              | н/д                              |
| 2007    | 525 | грузовики | пилот   | Семён Якубов Сергей Савостин         | Team KAMAZ Master | Kamaz 4911 | Сход (5 этап)  | н/д                              |
| 2009    | 501 | грузовики | пилот   | Сергей Савостин Эдуард Николаев      | Team KAMAZ Master | Kamaz      | 2              | н/д (+3.39)                      |
| 2010    | 501 | грузовики | пилот   | Сергей Савостин Эдуард Николаев      | Team KAMAZ Master | Kamaz      | 1              | н/д                              |
| 2011    | 500 | грузовики | пилот   | Сергей Савостин Ильдар Шайсултанов   | Team KAMAZ Master | Kamaz      | 1              | н/д                              |